# Église Saint-Nicolas de Štitare
Pour les articles homonymes, voir Église Saint-Nicolas.
L'église Saint-Nicolas de Štitare (en serbe cyrillique : Црква Св. Николе у Штитарима ; en serbe latin : Crkva Sv. Nikole u Štitarima) est une église orthodoxe serbe située à Štitare, sur le territoire de la ville de Novi Pazar et dans le district de Raška, en Serbie. Elle est inscrite sur la liste des monuments culturels de grande importance de la république de Serbie (identifiant no SK 386),,.

## Présentation
L'église, située au nord-ouest de Novi Pazar, dans la vallée de la rivière Ljudska, a été construite dans les années 1640, ; par son architecture, elle peut être rapprochée de l'église voisine de Janča,.
Les murs de l'église sont constitués de blocs de pierre taillés dans les parties inférieures et de blocs de trachytes gris-verts taillés dans les parties centrales et supérieures ; le toit est recouvert de minces dalles d'ardoise. La façade ouest se caractérise par une série d'arcades profondes reposant sur des consoles richement profilées,.
L'édifice se compose d'une nef unique prolongée par une abside demi-circulaire à l'intérieur et à sept pans à l'extérieur ; elle est divisée en trois travées ; la travée occidentale, étroite, servait sans doute de narthex tandis que la travée centrale constituait la nef proprement dite,. La travée centrale est dotée d'une voûte en demi-berceau ; le début de la voûte est marqué par une corniche profilée en pierre,.
L'église abrite des fragments de fresques représentant des figures en pied, conservés seulement dans la zone de l'autel ; ces peintures sont stylistiquement proches de celles de l'église Saint-Pierre-et-Saint-Paul de Tutin,. L'iconostase actuelle a été peinte en 1902 par les habitants du village eux-mêmes. Les portes royales de l'iconostase d'origine, qui remontent au premier quart du XVIIe siècle, sont aujourd'hui conservées dans l'église de Janča, ; elles sont l'œuvre du même artiste qui a peint les fresques de Štitare.
Des travaux de restauration de l'architecture et des fresques ont été réalisés en 1968 et 1971 ; en 1968, le toit a été recouvert de dalles de pierre.